# 泡なし洗剤ピッチ
泡なし洗剤ピッチとは、花王が1963年頃に発売した洗剤である。1963年発売開始。